# Depressotrella testata
Depressotrella testata är en insektsart som beskrevs av Andrej Vasiljevitj Gorochov 2005. Depressotrella testata ingår i släktet Depressotrella och familjen syrsor. Inga underarter finns listade i Catalogue of Life.